# Moiry, Vaud
Moiry är en ort och kommun i distriktet Morges i kantonen Vaud, Schweiz. Kommunen har 296 invånare (2023).